# Themeda quadrivalvis
Themeda quadrivalvis là một loài thực vật có hoa trong họ Hòa thảo. Loài này được (L.) Kuntze miêu tả khoa học đầu tiên năm 1891.